# Hrehorów (obwód tarnopolski)
Hrehorów (ukr. Григорів) – wieś na Ukrainie w obwodzie tarnopolskim, w rejonie czortkowskim.
Do 2020 w rejonie monasterzyskim.